# Slag bij Autun
In 532 vond de Slag bij Autun plaats tussen de legers van de Franken, aangevoerd door de koningen Childebert I en Chlotharius I en de Bourgonden, geleid door koning Gundomar. De slag werd gewonnen door de Franken en had tot gevolg dat de Bourgonden hun zelfstandigheid verloren.

## Achtergrond
In 523-524 werd Bourgondië door een Frankisch leger, geleid door de koningen Chlodomer, Childebert en Chlotarius veroverd en bezet. Koning Sigismund van Bourgondië werd daarbij gevangengenomen en samen met zijn hele familie vermoord. Gundomar, de broer van Sigismund en tevens diens opvolger, keerde in 524 aan het hoofd van een groot Ostrogotisch leger terug en heroverde Bourgondië, nadat hij daarvoor in de Slag bij Vézeronce de Franken had verslagen.  
Na de dood van koning Theoderik in 526 begon het Oost-Romeinse Rijk aan de herovering van Italië. Het Ostrogotische rijk, de belangrijkste bondgenoot van de Bourgonden, raakte hierdoor ernstig verzwakt, hetgeen aanleiding was voor de Frankische koningen Childebert I en Chlothar I om een nieuwe poging te wagen Bourgondië te veroveren. 
Bij Autun troffen de Germaanse legers elkaar. Koning Gundomar moest het ditmaal doen zonder de steun van de Ostrogoten. Hierdoor was hij niet in staat om voldoende weerstand te bieden tegen de aanvallers en werd zijn leger in de veldslag vernietigend verslagen. De nederlaag zou spoedig het einde van zijn heerschappij inluiden. In 534 werd Bourgondië door de Frankische koning Theodebert I definitief ingelijfd bij het Frankische rijk.